# Shanghai Masters (snooker)
De Shanghai Masters is een professioneel snookertoernooi dat voor het eerst werd georganiseerd in het seizoen 2007/2008. Autofabrikant Roewe is als hoofdsponsor aan het toernooi verbonden.
De eerst editie vond plaats van 6 tot en met 12 augustus 2007 in de 'Shanghai Grand Stage' in Shanghai.
Het is na de China Open het tweede rankingtoernooi dat in Azië wordt gehouden.
Welshman Dominic Dale schreef de eerste editie op zijn naam, hij versloeg zijn landgenoot Ryan Day in de finale. Ook in 2008 won een relatief onbekende speler het toernooi: in de finale versloeg Ricky Walden de nummer één op de wereldranglijst, Ronnie O'Sullivan met 10-8.

## Erelijst
| Seizoen             | Winnaar           | Verliezend finalist | Score |
| ------------------- | ----------------- | ------------------- | ----- |
| Rankingtoernooi     |                   |                     |       |
| 2007/08             | Dominic Dale      | Ryan Day            | 10-6  |
| 2008/09             | Ricky Walden      | Ronnie O'Sullivan   | 10-8  |
| 2009/10             | Ronnie O'Sullivan | Liang Wenbo         | 10-5  |
| 2010/11             | Ali Carter        | Jamie Burnett       | 10-7  |
| 2011/12             | Mark Selby        | Mark Williams       | 10-9  |
| 2012/13             | John Higgins      | Judd Trump          | 10-9  |
| 2013/14             | Ding Junhui       | Xiao Guodong        | 10-6  |
| 2014/15             | Stuart Bingham    | Mark Allen          | 10-3  |
| 2015/16             | Kyren Wilson      | Judd Trump          | 10-9  |
| 2016/17             | Ding Junhui       | Mark Selby          | 10-6  |
| 2017/18             | Ronnie O'Sullivan | Judd Trump          | 10-3  |
| Non-rankingtoernooi |                   |                     |       |
| 2018/19             | Ronnie O'Sullivan | Barry Hawkins       | 11-9  |
| 2019/20             | Ronnie O'Sullivan | Shaun Murphy        | 11-9  |
| 2023/24             | Ronnie O'Sullivan | Luca Brecel         | 11-9  |
| 2024/25             | Judd Trump        | Shaun Murphy        | 11-5  |
| 2025/26             | Kyren Wilson      | Ali Carter          | 11-9  |